# Тайд-Гед
Тайд-Гед (англ. Tide Head) — село в Канаді, у провінції Нью-Брансвік, у складі графства Рестіґуш.

## Населення
За даними перепису 2016 року, село нараховувало 938 осіб, показавши скорочення на 9,5%, порівняно з 2011-м роком. Середня густина населення становила 48,3 осіб/км².
З офіційних мов обидвома одночасно володіли 550 жителів, тільки англійською — 330, тільки французькою — 60.
Працездатне населення становило 59,4% усього населення, рівень безробіття — 10,2%.
Середній дохід на особу становив $45 721 (медіана $37 376), при цьому для чоловіків — $56 148, а для жінок $34 984 (медіани — $41 280 та $31 840 відповідно).
23% мешканців мали закінчену шкільну освіту, не мали закінченої шкільної освіти — 21,2%, 56,4% мали післяшкільну освіту, з яких 34,4% мали диплом бакалавра, або вищий.
| Статево-вікова структура населення | Статево-вікова структура населення | Статево-вікова структура населення | Статево-вікова структура населення | Статево-вікова структура населення |
| ---------------------------------- | ---------------------------------- | ---------------------------------- | ---------------------------------- | ---------------------------------- |
|                                    |                                    |                                    |                                    |                                    |
| Всього                             | Всього                             | 50,0%                              |                                    |                                    |
| 0 — 14 років                       | 0 — 14 років                       |                                    | 11,2%                              | 11,2%                              |
| 15 — 64 років                      | 15 — 64 років                      |                                    | 70,1%                              | 70,1%                              |
| 65 і більше                        | 65 і більше                        |                                    | 18,7%                              | 18,7%                              |
| 85 і більше                        | 85 і більше                        |                                    | 1,6%                               | 1,6%                               |
| Середній вік (років)               | Середній вік (років)               | 45,046,4                           | 45,7                               | 45,7                               |
| Медіана (років)                    | Медіана (років)                    | 49,851,2                           | 50,5                               | 50,5                               |
| — чоловіки — жінки                 |                                    |                                    |                                    |                                    |

| Походження мешканців:     | Походження мешканців:     | Походження мешканців: | Походження мешканців: | Походження мешканців: |
| ------------------------- | ------------------------- | --------------------- | --------------------- | --------------------- |
| Походження                |                           |                       | осіб                  | %                     |
| Корінні американці        | Корінні американці        |                       | 35                    | 3.72%                 |
| Інше північноамериканське | Інше північноамериканське |                       | 660                   | 70.21%                |
| Європейське               | Європейське               |                       | 520                   | 55.32%                |
| британське                | британське                |                       | 410                   | 43.62%                |
| французьке                | французьке                |                       | 220                   | 23.4%                 |

## Клімат
Середня річна температура становить 3,3°C, середня максимальна – 21,4°C, а середня мінімальна – -19,4°C. Середня річна кількість опадів – 1 075 мм.
| Клімат поселення                              | Клімат поселення | Клімат поселення | Клімат поселення | Клімат поселення | Клімат поселення | Клімат поселення | Клімат поселення | Клімат поселення | Клімат поселення | Клімат поселення | Клімат поселення | Клімат поселення | Клімат поселення |
| Показник                                      | Січ.             | Лют.             | Бер.             | Квіт.            | Трав.            | Черв.            | Лип.             | Серп.            | Вер.             | Жовт.            | Лист.            | Груд.            |                  |
| Середній максимум, °C                         | −7,35            | −5,77            | 0,49             | 7,52             | 15,13            | 20,67            | 21,41            | 20,63            | 15,53            | 9,57             | 3,39             | −4,45            |                  |
| Середня температура, °C                       | −13,36           | −11,8            | −5,54            | 1,49             | 9,10             | 14,65            | 17,84            | 17,05            | 11,96            | 5,98             | −0,18            | −8,02            |                  |
| Середній мінімум, °C                          | −19,39           | −17,84           | −11,56           | −4,55            | 3,07             | 8,61             | 14,26            | 13,48            | 8,37             | 2,41             | −3,76            | −11,6            |                  |
| Норма опадів, мм                              | 85               | 65               | 70               | 72               | 96               | 95               | 112              | 104              | 93               | 98               | 96               | 89               |                  |
| Середньомісячна швидкість вітру, м/с          | 5.01             | 4.95             | 4.89             | 4.59             | 4.27             | 3.99             | 3.62             | 3.65             | 4.03             | 4.46             | 4.74             | 4.94             |                  |
| Середньомісячна сонячна радіація, кДж/м²·день | 4785             | 8116             | 12147            | 15606            | 18478            | 20282            | 19529            | 17096            | 12396            | 7548             | 4428             | 3556             |                  |
| --------------------------------------------- | ---------------- | ---------------- | ---------------- | ---------------- | ---------------- | ---------------- | ---------------- | ---------------- | ---------------- | ---------------- | ---------------- | ---------------- | ---------------- |
| Джерело:                                      |                  |                  |                  |                  |                  |                  |                  |                  |                  |                  |                  |                  |                  |